# Луций Бурбулей Оптат Лигариан
Луций Бурбулей Оптат Лигариан (на латински: Lucius Burbuleius Optatus Ligarianus) е политик и сенатор на Римската империя през 2 век.
През 135 г. той е суфектконсул заедно с Марк Емилий Пап.